# Ковачич (Книн)
Ковачич (хорв. Kovačić) — населений пункт у Хорватії, у Шибеницько-Книнській жупанії у складі міста Книн.

## Населення
Населення за даними перепису 2011 року становило 900 осіб.
Динаміка чисельності населення поселення:

## Клімат
Середня річна температура становить 12,74 °C, середня максимальна – 26,90 °C, а середня мінімальна – -2,29 °C. Середня річна кількість опадів – 943 мм.
| Клімат поселення                              | Клімат поселення | Клімат поселення | Клімат поселення | Клімат поселення | Клімат поселення | Клімат поселення | Клімат поселення | Клімат поселення | Клімат поселення | Клімат поселення | Клімат поселення | Клімат поселення | Клімат поселення |
| Показник                                      | Січ.             | Лют.             | Бер.             | Квіт.            | Трав.            | Черв.            | Лип.             | Серп.            | Вер.             | Жовт.            | Лист.            | Груд.            |                  |
| Середній максимум, °C                         | 9,94             | 10,69            | 13,80            | 17,54            | 22,16            | 25,90            | 26,85            | 26,90            | 22,44            | 17,77            | 12,48            | 9,43             |                  |
| Середня температура, °C                       | 3,82             | 4,58             | 7,68             | 11,44            | 16,06            | 19,78            | 22,46            | 22,50            | 18,06            | 13,37            | 8,07             | 5,04             |                  |
| Середній мінімум, °C                          | −2,29            | −1,52            | 1,57             | 5,31             | 9,92             | 13,67            | 18,05            | 18,10            | 13,64            | 8,98             | 3,69             | 0,64             |                  |
| Норма опадів, мм                              | 74               | 68               | 75               | 83               | 70               | 70               | 50               | 60               | 88               | 98               | 113              | 94               |                  |
| Середньомісячна швидкість вітру, м/с          | 1.44             | 1.65             | 1.94             | 1.94             | 1.75             | 1.56             | 1.60             | 1.42             | 1.44             | 1.44             | 1.64             | 1.59             |                  |
| Середньомісячна сонячна радіація, кДж/м²·день | 5202             | 7933             | 11508            | 16050            | 20070            | 22465            | 24115            | 21094            | 15702            | 10099            | 5587             | 4418             |                  |
| --------------------------------------------- | ---------------- | ---------------- | ---------------- | ---------------- | ---------------- | ---------------- | ---------------- | ---------------- | ---------------- | ---------------- | ---------------- | ---------------- | ---------------- |
| Джерело:                                      |                  |                  |                  |                  |                  |                  |                  |                  |                  |                  |                  |                  |                  |